# Speed (pel·lícula de 1994)
Speed és una pel·lícula d'acció estatunidenca de 1994 dirigida per Jan de Bont. Ha estat doblada al català

## Argument
Jack Traven (Keanu Reeves) és un policia de Los Angeles que s'enfronta a un dels majors reptes de la seva carrera: intentar donar caça a un perillós terrorista anomenat Howard Payne (Dennis Hopper), el qual ha posat una bomba en un autobús de la ciutat que explotarà si disminueix la seva velocitat per sota de les 50 milles per hora. Quan aconsegueix abordar l'autobús, el conductor és disparat per error i ha de conduir-lo una passatgera anomenada Annie (Sandra Bullock).

## Repartiment
- Keanu Reeves: Jack Traven
- Sandra Bullock: Annie Porter
- Dennis Hopper: Howard Payne
- Joe Morton: Teniente McMahon
- Jeff Daniels: Detectiu Harold Temple
- Richard Lineback: Sergent II Norwood
- Alan Ruck: Doug Stephens
- Beth Grant: Helen
- Glenn Plummer: "Tuneman"
- Hawthorne James: Sam

## Premis i nominacions

### Premis
- 1995: Oscar al millor so per Gregg Landaker, Steve Maslow, Bob Beemer i David MacMillan
- 1995: Oscar a la millor edició de so per Stephen Hunter Flick
- 1995: BAFTA al millor muntatge per John Wright
- 1995: BAFTA al millor so per Stephen Hunter Flick, Gregg Landaker, Steve Maslow, Bob Beemer i David MacMillan

### Nominacions
- 1995: Oscar al millor muntatge per John Wright
- 1995: BAFTA als millors efectes visuals per Boyd Shermis, John Frazier, Ron Brinkmann i Richard E. Hollander